# Hopfgarten in Defereggen
Hopfgarten in Defereggen – gmina w Austrii, w kraju związkowym Tyrol, w powiecie Lienz. Według Austriackiego Urzędu Statystycznego liczyła 725 mieszkańców (1 stycznia 2015).